# Oscar Mathisen Memorial Trophy
Die Oscar Mathisen Memorial Trophy, auch Eis-Oscar genannt, wurde 1959 gestiftet. Sie wird in Form einer Statue in Erinnerung an den legendären Eisschnellläufer Oscar Mathisen vom Oslo Skøiteklub verliehen.
Der Preisträger wird auf Grundlage der Ergebnisse in den internationalen Veranstaltungen Olympische Spiele, Weltmeisterschaften, Europameisterschaften, wenn sie im Bewertungszeitraum liegen, Weltcups, alle anderen internationalen Rennen auf norwegischem Boden und zeitweise auch alle Länderkämpfe mit norwegischer Beteiligung gewählt.
Bis 1967 durfte der Preis jeweils nur einmal an einen Sportler vergeben werden, weshalb manche herausragenden Leistungen ungewürdigt bleiben mussten. Frauen durften sogar erst ab 1987 gewählt werden. Rekordsieger ist Eric Heiden, der von 1977 bis 1980 viermal hintereinander gewann vor Ard Schenk (1970 bis 1972), Johann Olav Koss (1990, 1991, 1994) und Gunda Niemann-Stirnemann als bester Frau (1995 bis 1997).

## Preisträger
- 1959:  Knut Johannesen
- 1960:  Boris Stenin
- 1961:  Henk van der Grift
- 1962:  Jonny Nilsson
- 1963:  Nils Aaness
- 1964:  Ants Antson
- 1965:  Per Ivar Moe
- 1966:  Kees Verkerk
- 1967:  Kees Verkerk
- 1968:  Fred Anton Maier
- 1969:  Dag Fornæss
- 1970:  Ard Schenk
- 1971:  Ard Schenk
- 1972:  Ard Schenk
- 1973:  Göran Claeson
- 1974:  Sten Stensen
- 1975:  Jewgeni Kulikow
- 1976:  Sten Stensen
- 1977:  Eric Heiden
- 1978:  Eric Heiden
- 1979:  Eric Heiden
- 1980:  Eric Heiden
- 1981:  Amund Sjøbrend
- 1982:  Tomas Gustafson
- 1983:  Rolf Falk-Larssen
- 1984:  Gaétan Boucher
- 1985:  Hein Vergeer
- 1986:  Geir Karlstad
- 1987:  Nikolai Guljajew
- 1988:  Tomas Gustafson
- 1989:  Leo Visser
- 1990:  Johann Olav Koss
- 1991:  Johann Olav Koss
- 1992:  Bonnie Blair
- 1993:  Falko Zandstra
- 1994:  Johann Olav Koss
- 1995:  Gunda Niemann
- 1996:  Gunda Niemann
- 1997:  Gunda Niemann
- 1998:  Ådne Søndrål
- 1999:  Rintje Ritsma
- 2000:  Gianni Romme
- 2001:  Hiroyasu Shimizu
- 2002:  Jochem Uytdehaage
- 2003:  Anni Friesinger
- 2004:  Chad Hedrick
- 2005:  Shani Davis
- 2006:  Cindy Klassen
- 2007:  Sven Kramer
- 2008:  Jeremy Wotherspoon
- 2009:  Shani Davis
- 2010:  Martina Sáblíková
- 2011:  Bob de Jong
- 2012:  Christine Nesbitt
- 2013:  Ireen Wüst
- 2014:  Jorrit Bergsma
- 2015:  Brittany Bowe
- 2016:  Ted-Jan Bloemen
- 2017:  Sven Kramer
- 2018:  Håvard Holmefjord Lorentzen
- 2019:  Kjeld Nuis
- 2020:  Natalja Woronina
- 2021:  Nils van der Poel
- 2022:  Nils van der Poel
- 2023:  Jordan Stolz
- 2024:  Jordan Stolz

## Nationenwertung
| Platz | Land               | Siege |
| ----- | ------------------ | ----- |
| 1     | Niederlande        | 18    |
| 2     | Norwegen           | 15    |
| 3     | Vereinigte Staaten | 11    |
| 4     | Schweden           | 06    |
| 5     | Kanada             | 05    |
| 5     | Deutschland        | 04    |
| 5     | Sowjetunion        | 04    |
| 8     | Japan              | 01    |
| 8     | Tschechien         | 01    |